# Liste der Kulturdenkmäler in Duchroth
In der Liste der Kulturdenkmäler in Duchroth sind alle Kulturdenkmäler der rheinland-pfälzischen Ortsgemeinde Duchroth aufgeführt. Grundlage ist die Denkmalliste des Landes Rheinland-Pfalz (Stand: 2. August 2023).

## Denkmalzonen
| Bezeichnung               | Lage                                                                      | Baujahr                 | Beschreibung | Bild                           |
| ------------------------- | ------------------------------------------------------------------------- | ----------------------- | --- | ------------------------------ |
| Denkmalzone Ortskern      | Naheweinstraße 29–37 und 38–46, Obere Wassergasse 2, Schlossstraße 1 Lage | 16. bis 20. Jahrhundert | geschlossenes historisches Ortsgefüge mit doppelgeschossigen Bauten, darunter einige Fachwerkhäuser, 16. bis 20. Jahrhundert | Fotos hochladen                |
| Denkmalzone Wassergasse   | Wassergasse 10, 12, 14, 16 Lage                                           | 19. Jahrhundert         | vier eine hofartige Situation bildende Einfirstanlagen des 19. Jahrhunderts am Ende einer Sackgasse | BW                             |
| Denkmalzone Montforterhof | südöstlich des Ortes Lage                                                 | ab 1480                 | im Kern vermutlich „neues Schloss im Tal“ der Boos von Waldeck, ab 1480 (Renaissance-Spolien, 16. bis Anfang des 18. Jahrhunderts), 16. bis 19. Jahrhundert; jetzt vier Hofstellen; Hauptgebäude (Nr. 3/5): Krüppelwalmdachbau mit Torbogen, im Wesentlichen wohl aus dem 18. und vom Anfang des 19. Jahrhunderts | weitere Bilder Fotos hochladen |

## Einzeldenkmäler
| Bezeichnung                 | Lage                                       | Baujahr                              | Beschreibung | Bild                           |
| --------------------------- | ------------------------------------------ | ------------------------------------ | --- | ------------------------------ |
| Protestantische Pfarrkirche | Kirchenstraße Lage                         | 1908–10                              | gotisierender Sandsteinquaderbau, Heimatstil, 1908–10, Architekt Karl Schenkel, München-Pasing | weitere Bilder Fotos hochladen |
| Kriegerdenkmäler            | Kirchenstraße, bei der Kirche Lage         | letztes Viertel des 19. Jahrhunderts | Kriegerdenkmal 1866 und 1870/71, Löwe, letztes Viertel des 19. Jahrhunderts; Kriegerdenkmal 1914/18, Sandsteinquader, 1920er Jahre                                                                    | BW                             |
| Spolien                     | Kirchenstraße, an Nr. 1 Lage               | um 1600                              | drei Spolien, um 1600 (?) | BW                             |
| Haus Schumacher             | Naheweinstraße 29 Lage                     | 1790                                 | nachbarocker Krüppelwalmdachbau, teilweise Fachwerk, Torfahrten, bezeichnet 1802 und 1790 (oder 1796?)                                                                                                | BW                             |
| Hofanlage                   | Naheweinstraße 31 Lage                     | 17. Jahrhundert                      | Einfirsthaus eines Gehöfts, teilweise Fachwerk, im Kern wohl aus dem 17. Jahrhundert, bezeichnet 1846, Torbalken bezeichnet 1801, weitere Toranlage vom Ende des 18. oder Anfang des 19. Jahrhunderts | BW                             |
| Rathaus                     | Naheweinstraße 33 Lage                     | drittes Viertel des 16. Jahrhunderts | spätgotisches Rathaus; drittes Viertel des 16. Jahrhunderts, straßenseitiger Umbau, 19. Jahrhundert                                                                                                   | Fotos hochladen                |
| Hofanlage                   | Naheweinstraße 35 Lage                     | 1802                                 | Hofanlage, Krüppelwalmdachbau mit Fachwerkanbauten, Torbogen bezeichnet 1802 | BW                             |
| Wohnhaus                    | Naheweinstraße 37 Lage                     | 18. Jahrhundert                      | barockes Fachwerkhaus, teilweise massiv, 18. Jahrhundert; Haustür bezeichnet 1846 | BW                             |
| Haus Lindemann              | Naheweinstraße 40/42 Lage                  | 1786                                 | spätbarocke Einfirstanlage, bezeichnet 1786, Scheune, teilweise Fachwerk, bezeichnet 1786 | BW                             |
| Wohnhaus                    | Naheweinstraße 46/Obere Wassergasse 2 Lage | 18. Jahrhundert                      | barockes Fachwerkhaus, großteils verputzt, 18. Jahrhundert, Erdgeschoss klassizistisch überformt | BW                             |
| Weingut                     | Naheweinstraße 70 Lage                     | um 1910                              | Vierseithof; Bruchsteinbauten, Heimatstil, um 1910 | BW                             |
| Wohnhaus                    | Naheweinstraße 72 Lage                     | Mitte des 19. Jahrhunderts           | ehemalige Schule; klassizistischer Putzbau mit siebenteiligen Fensterbändern, Mitte des 19. Jahrhunderts                                                                                              | BW                             |
| Wohnhaus                    | Obere Wassergasse 14 Lage                  | erste Hälfte des 19. Jahrhunderts    | Kleinhaus, teilweise Fachwerk, erste Hälfte des 19. Jahrhunderts | BW                             |
| Haustür                     | Pfarrgasse, an Nr. 6 Lage                  | 1863                                 | Haustür, klassizistisch, bezeichnet 1863 | BW                             |
| Haustür                     | Pfarrgasse, an Nr. 7 Lage                  | Mitte des 19. Jahrhunderts           | Haustür, Türblatt, Mitte des 19. Jahrhunderts | BW                             |
| Protestantischer Pfarrhof   | Pfarrgasse 8 Lage                          | um 1900                              | villenartiger Walmdachbau, Heimatstil, um 1900 | BW                             |
| Haustür                     | Schloßstraße, an Nr. 1 Lage                | 1864                                 | Haustür, spätklassizistisch, 1864 | BW                             |
| Hofanlage                   | Wassergasse 12 Lage                        | 1815                                 | Einfirsthaus, bezeichnet 1815 | BW                             |
| Hofanlage                   | Wassergasse 16 Lage                        | erste Hälfte des 19. Jahrhunderts    | ehemalige Einfirstanlage; erste Hälfte des 19. Jahrhunderts | BW                             |
| Wohnhaus                    | Wassergasse 22 Lage                        | 18. Jahrhundert                      | barockes Fachwerkhaus, 18. Jahrhundert | BW                             |
| Portal                      | Weinbergstraße, an Nr. 2 Lage              | 1835                                 | klassizistisches Oberlichtportal, bezeichnet 1835 | BW                             |